# Quẳng gánh lo đi và vui sống
Quẳng gánh lo đi và vui sống (How to Stop Worrying and Start Living) là một sách tự lực của tác giả người Mỹ Dale Carnegie, được viết vào năm 1948. Bản Việt Ngữ do Nguyễn Hiến Lê dịch năm 1955 tại Sài Gòn và đưa vào tủ sách Học làm người. Quyển sách này là một cẩm nang về cách làm việc và vui sống không bị lo âu.

## Cấu trúc
Cuốn sách gồm 27 chương.

## Nội dung
Cuốn sách bao gồm các nội dung xoay quanh các chủ đề chính sau:

### Phương cách để trị ưu phiền
- Khóa chặt dĩ vãng và tương lai lại để sống trong cái phòng kín mít của ngày hôm nay.

Tại sao bạn không tự hỏi những câu này và chép lại những lời bạn tự đáp:
1. .Tôi có cái thói quen quên hiện tại để lo về tương lai hay mơ mộng "một khu vườn diễm ảo ở chân trời xa xăm" không?
2. .Tôi có thường nghĩ tới quá khứ mà làm cho hiện tại hóa ra chua xót không? Quá khứ đó đã qua rồi và thiệt chết rồi.
3. .Sáng dậy tôi có quyết "nắm lấy ngày hôm nay" để tận hưởng 24 giờ không?
4. .Sống trong "cái phòng kín mít của ngày hôm nay" có lợi cho đời tôi không?
5. .Và bao giờ tôi bắt đầu sống như vậy ?

Tuần sau?...Ngày mai?...Hay ngay hôm nay?!

### Cách phân tích những vấn đề rắc rối
Khi gặp một vấn đề nào đó làm Bạn hãy tự hỏi và trả lời các câu hỏi sau:
1. .Tôi lo lắng điều gì?
2. .Làm sao để giải quyết bây giờ?
3. .Đây,tôi sẽ hành động như thế này.
4. .Khi nào tôi bắt đầu hành động như vậy?

### Diệt tất ưu phiền đi,đừng để nó diệt ta
- Đừng ngồi không. Hễ lo lắng thì hãy cặm cụi làm việc đi để khỏi bị chết vì thất vọng.
- Phải khinh hẳn những chuyện lặt vặt, đừng để nó làm cho ta điên đảo.Nên nhớ rằng:"Đời người như bóng câu,hơi đâu mà nghĩ tới những chuyện nhỏ nhen,không đáng kể".
- Hợp tác với những tình thế không tránh được.

Nếu ở nhà một mình. Hãy chọn công việc dọn dẹp vệ sinh nhà cửa và cố kéo dài thời gian làm việc đó.